# Cohors I Flavia Afrorum
Die Cohors I Flavia Afrorum (deutsch 1. Kohorte die Flavische der (Nord-)Afrikaner) war eine römische Auxiliareinheit. Sie ist durch Militärdiplome und eine Inschrift belegt.

## Namensbestandteile
- Flavia: die Flavische. Die Ehrenbezeichnung bezieht sich auf die flavischen Kaiser Vespasian, Titus und Domitian.

- Afrorum: der (Nord-)Afrikaner. Die Soldaten der Kohorte wurden bei Aufstellung der Einheit auf dem Gebiet der römischen Provinz Africa rekrutiert.

Da es keine Hinweise auf die Namenszusätze milliaria (1000 Mann) und equitata (teilberitten) gibt, ist davon auszugehen, dass es sich um eine reine Infanterie-Kohorte (Cohors peditata) handelt. Die Sollstärke der Einheit lag bei 480 Mann, bestehend aus 6 Centurien mit jeweils 80 Mann.

## Geschichte
Der erste Nachweis der Einheit in der Provinz Africa beruht auf Militärdiplomen, die auf 127 datiert sind. In den Diplomen wird die Kohorte als Teil der Truppen (siehe Römische Streitkräfte in Africa) aufgeführt, die in der Provinz stationiert waren.

## Standorte
Standorte der Kohorte sind nicht bekannt.

## Angehörige der Kohorte
Ein Angehöriger der Kohorte, Iulius Pullus, ein Soldat, ist durch die Inschrift (AE 1995, 1662) bekannt.

## Weitere Kohorten mit der BezeichnungCohors I Afrorum
Es gab noch zwei weitere Kohorten mit dieser Bezeichnung:
- die Cohors I Afrorum. Sie ist durch Militärdiplome von 122 bis 124 belegt und war in der Provinz Britannia stationiert.
- die Cohors I Ulpia Afrorum. Sie ist durch Diplome von 157/161 bis 206 belegt und war in Aegyptus stationiert.